# Rafael Cruz
Rafael Cruz (ur. 22 marca 1939 w Matanzas) – kubańsko-amerykański kaznodzieja protestancki, mówca i ojciec senatora z Teksasu – Teda Cruz.

## Biografia
W 1961 r. ukończył studia licencjackie z matematyki i inżynierii chemicznej na Uniwersytecie Teksańskim. W 1975 r. po tym jak uczęszczał na studium biblijne z kolegą, gdzie jak twierdził doświadczył nowonarodzenia, opuścił Kościół katolicki i został ewangelikalnym protestantem. Niedługo po jego nawróceniu jego żona i ich syn również przeszli na protestantyzm. W 2004 roku otrzymał święcenia kapłańskie. W 2016 roku Cruz zaangażował się w kampanię prezydencką swojego syna.